# Pellaea calidirupium
Pellaea calidirupium är en kantbräkenväxtart som beskrevs av Patrick J. Brownsey och Lovis. Pellaea calidirupium ingår i släktet Pellaea och familjen Pteridaceae. Inga underarter finns listade.